# Le Rendez-vous de septembre
Pour plus de détails, voir Fiche technique et Distribution.
Le Rendez-vous de septembre (titre original : Come September) est un film américain réalisé par Robert Mulligan et sorti en 1961.

## Résumé
Le richissime industriel américain Robert Talbot, en arrivant beaucoup plus tôt qu'en septembre comme d'habitude dans sa villa de la Riviera italienne pour passer tranquillement ses vacances d’été, va de surprise en surprise : il découvre que son majordome Maurice profite de son absence pour louer lucrativement la villa comme hôtel. « L’établissement hôtelier » est occupé par une bande d’étudiantes américaines surexcitées chaperonnées par un parangon de vertu qui va perturber les rendez-vous amoureux de Robert avec son amie de cœur Lisa.    
Celle-ci, qui s’apprêtait à épouser un autre homme, lassée de ses éternels rendez-vous de septembre, succombe encore une fois au charme de son amant. Mais l'arrivée d'un groupe d'étudiants mâles en quête d'aventures féminines va encore compliquer la situation : Robert se fait un devoir de protéger la vertu de « ses jeunes filles pensionnaires » en leur serinant qu'il n'est pas gratifiant de céder à la facilité. Cette morale parvient aux oreilles de Lisa qui, ulcérée, décide de quitter Robert qui ne lui a jamais parlé de mariage.    
À l'issue d'une course-poursuite, Robert rattrapera Lisa pour enfin l'épouser.   

## Fiche technique
- Titre : Le Rendez-vous de septembre
- Titre original : Come September
- Réalisation : Robert Mulligan
- Scénario : Stanley Shapiro et Maurice Richlin d’après une histoire de Stanley Roberts et Robert Russell
- Photographie : William H. Daniels
- Montage : Russell F. Schoengarth
- Musique : Hans J. Salter et Bobby Darin (chanson-thème)
- Chansons : Come September et Multiplication, paroles, musique et interprétation par Bobby Darin
- Décors : Henry Bumstead, John P. Austin
- Costumes : Morton Haack
- Son : Sash Fisher, Waldon O. Watson
- Producteurs : Robert Arthur, Raoul Walsh, Henry Willson
- Sociétés de production : Universal Pictures, 7 Pictures, Raoul Walsh Enterprises
- Société de distribution : Universal Pictures
- Pays de production :  États-Unis
- Langues : anglais, italien
- Tournage : à partir du 7 septembre 1960 en  Italie : région de Cinque Terre, Portofino, province de Gênes, Ostie, Rome et aux Universal Studios
- Format : Couleur (Technicolor) — 35 mm — 2.35:1 CinemaScope — Son : Mono (Westrex Recording System)
- Genre : Comédie
- Durée : 112 minutes (1 h 52)
- Date de sortie : 
  - États-Unis : 9 août 1961

## Distribution
- Rock Hudson : Robert L. Talbot
- Gina Lollobrigida : Lisa Helena Fellini
- Sandra Dee : Sandy Stevens
- Bobby Darin : Tony
- Walter Slezak : Maurice Clavell
- Brenda De Banzie : Margaret Allison
- Rosanna Rory : Anna
- Ronald Howard : Spencer
- Liana Del Balzo

## À noter
- La chanson Multiplication fut un succès pour Bobby Darin :

Multiplication

That's the name of the game

And each generation

Plays the same.